# Pán Péter-szindróma
A Pán Péter-szindróma egy pop-pszichológiai kifejezés, amelyet a szociálisan éretlen felnőttek leírására használnak. Ez egy metafora, amely a fel nem növés és a gyermekkorban való megrekedés fogalmán alapul. Nem elismert mentális betegség. A kifejezést laikusok és néhány pszichológus szakember is használja informálisan a The Peter Pan Syndrome: Men Who Have Never Grown Up című könyv 1983-as megjelenése óta. Kiley írt egy kísérő könyvet is The Wendy Dilemma címmel, amely 1984-ben jelent meg. A Pán Péter-szindrómát az Egészségügyi Világszervezet nem ismeri el, és nem szerepel a Mentális zavarok diagnosztikai és statisztikai kézikönyvében (DSM-5).
Azokat az embereket, akik a Pán Péter-szindrómával kapcsolatos jellemzőket mutatnak, néha becsmérlően Pán Péter-szindrómásoknak nevezik, és megkülönböztetik a puer aeternustól, egy Carl Jung által kidolgozott pszichológiai fogalomtól.

## Története
A koncepció dr. Dan Kiley pszichoanalitikus The Peter Pan Syndrome: Men Who Have Never Grown Up című könyvében bukkant fel, amely először 1983-ban jelent meg. Könyve nemzetközi bestseller lett, és másoló pop-pszichológiai könyvek hullámát indította el. Dr. Kiley-nak azután jutott eszébe a Pán Péter-szindróma, hogy észrevette, az általa kezelt problémás kamaszfiúk közül soknak - akárcsak J. M. Barrie híres szereplőjének - gondot okozott a felnőtté válás és a felnőtt felelősségvállalás. Ezek a problémák a felnőttkorban is folytatódtak. Dr. Kiley később bevallotta, hogy ő maga is Pán Péter volt. A Pán Péter-szindrómát a felnőttkorban is megtapasztalta.

### Sziget (1962)
Mielőtt Kiley 1983-as könyvében megalkotta volna a kifejezést, a Pán Péter-szindróma Aldous Huxley 1962-es Sziget című regényében is megjelenik, amelyben az egyik szereplő „veszélyes bűnöző” és „hatalomszerető bajkeverő” férfiakról, „Pán Péterekről” beszél. Az ilyen típusú férfiak „olyan fiúk, akik nem tudnak olvasni, nem akarnak tanulni, nem jönnek ki senkivel, és végül a bűnözés erőszakosabb formái felé fordulnak”. Adolf Hitlert használja e jelenség archetípusaként:

„Egy Pán Péter, ha valaha is volt ilyen. Reménytelen az iskolában. Képtelen sem a versengésre, sem az együttműködésre. Irigyelte az összes normálisan sikeres fiút - és mivel irigyelte, gyűlölte őket, és hogy jobban érezze magát, megvetette őket, mint alsóbbrendű lényeket. Aztán eljött a pubertás ideje. De Adolf szexuálisan elmaradott volt. Más fiúk közeledtek a lányokhoz, és a lányok válaszoltak. Adolf túl félénk volt, túl bizonytalan a férfiasságában. És mindvégig képtelen volt állandó munkára, otthon csak képzeletének kompenzáló Másik Világában volt. Ott legalább Michelangelo volt. Itt sajnos nem tudott rajzolni. Egyetlen adottsága a gyűlölet, az alantas ravaszság, a fáradhatatlan hangszálak és a tehetség volt, hogy megállás nélkül a hangja tetején beszéljen péterfai paranoiája mélyéről. Harminc-negyvenmillió haláleset és a jó ég tudja, hány milliárd dollár - ez volt az ár, amit a világnak meg kellett fizetnie a kis Adolf fogyatékos érettségéért.
- Aldous Huxley, Sziget (1962)”

## Lásd még
- Tesó-tusa - amerikai film két, még a szüleivel élő, 40 év körüli férfiról